# José Nieto (actor)
José García López, conocido artísticamente como José Nieto (n. Murcia, 3 de mayo de 1903 - f. Matalascañas, Huelva, 10 de agosto de 1982) fue un actor español.

## Biografía
Transcurre su infancia entre Madrid y Valencia y en 1916 comienza a trabajar en una compañía de seguros, actividad que prolonga hasta 1922. Tras dedicarse a los toros (con el nombre artístico de Josele) y al negocio de los caballos, debuta en el cine en 1925 con la versión de Florián Rey de la obra El lazarillo de Tormes. 

Tras participar en algunos otros títulos, en 1931 se traslada a Hollywood para participar en el rodaje de películas sonoras dirigidas al público hispano. Tras pasar por París para doblar películas, regresa a España en 1936 y comienza a trabajar como gerente del Teatro Cómico de Barcelona.

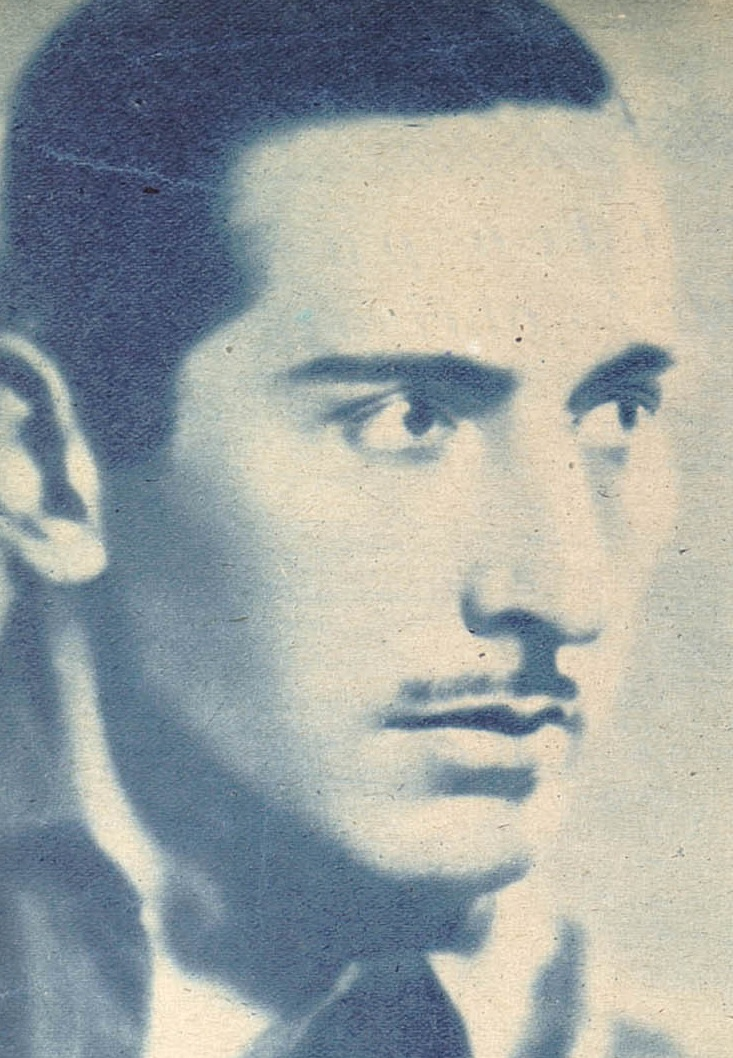
El actor en 1942

Retoma su carrera cinematográfica al finalizar la guerra civil española y a lo largo de dos décadas se consolida como uno de los actores más aclamados y populares de la gran pantalla en España.
A lo largo de su carrera ha trabajado con los más prestigiosos cineastas españoles, como Edgar Neville, Juan de Orduña, Carlos Saura o José María Forqué, en papeles tanto de galán aguerrido en títulos militaristas como —en muchas ocasiones— villano despiadado.
A partir de la década de los sesenta se sabe amoldar a los nuevos gustos del público y comienza a trabajar en grandes producciones internacionales rodadas en España, de manera que colabora con directores de la talla de Stanley Kramer, King Vidor, Nicholas Ray, Orson Welles o David Lean.
En la última parte de su carrera se dedicó a la interpretación de papeles de reparto y episódicos en títulos de discreto presupuesto.
El actor falleció a los 79 años de edad el 10 de agosto de 1982, víctima de un edema pulmonar en Matalascañas, Huelva.

## Premios
Medallas del Círculo de Escritores Cinematográficos
| Año  | Categoría                          | Película            | Resultado |
| ---- | ---------------------------------- | ------------------- | --------- |
| 1951 | Premio especial a actor secundario | La Señora de Fátima | Ganador   |

- Antes de morir le fue otorgado el tratamiento de ilustrísimo y excelentísimo señor, junto con la medalla de plata al mérito del trabajo, por el exministro José Utrera Molina.

## Filmografía (selección)
- La malcasada (1926).
- Tango Bar (1935).
- Escuadrilla (1941).
- Raza (1942).
- Se vende un palacio (1943).
- El abanderado (1943).
- Idilio en Mallorca (1943).
- Orosia (1944).
- Los últimos de Filipinas (1945).
- Noche sin cielo (1947).
- La nao Capitana (1947).
- El tambor del Bruch (1948).
- Una mujer cualquiera (1949).
- Don Juan de Serrallonga (1949).
- Aventuras de Juan Lucas (1949).
- El sueño de Andalucía (1951).
- La señora de Fátima (1951).
- Sor intrépida (1952).
- Carne de horca (1953).
- Vuelo 971 (1953).
- Nadie lo sabrá (1953).
- El beso de Judas (1954).
- Cañas y barro (1954).
- Dos caminos (1954).
- La cruz de mayo (1955).
- Marcelino pan y vino (1955).
- El padre Pitillo (1955).
- La princesa de Éboli (That Lady, 1955).
- Orgullo y pasión (1957).
- Adiós a las armas (1957).
- Pan, amor y Andalucía (1958).
- Salomón y la reina de Saba (1959).
- El traje de oro (1960).
- Rey de Reyes (1961).
- 55 días en Pekín (1963).
- El puente de los suspiros (1964).
- Doctor Zhivago (1965).
- El salvaje Kurdistán (1965).
- Campanadas a medianoche (1965).
- Pampa salvaje (1966)
- El jardín de las delicias (1970).
- El mejor alcalde, el rey (1974).
- La Carmen (1976).
- Uno del millón de muertos (1977).
- El huerto del francés (1978).
- Polvos mágicos (1979).
- ...Y al tercer año, resucitó (1980).